# Jordan w akcji
Jordan w akcji / Jordan (ang. Crossing Jordan) – amerykański serial kryminalny kanału NBC, którego realizację rozpoczęto w 2001 roku. W Polsce emitowany w telewizji Canal+ Polska jako Jordan w akcji oraz w Fox Life, a częściowo także w Hallmark. Po 6 sezonach i 117 odcinkach stacja NBC anulowała produkcję kolejnych serii.

## Fabuła
Bohaterką serialu jest dr Jordan Cavanaugh, lekarz sądowy i patolog, która po stracie posady w Los Angeles powraca do rodzinnego Bostonu i zatrudnia się w prosektorium stanu Massachusetts. Praca ta szybko staje się jej pasją. Niestandardowe metody działania pani doktor pomagają jej w wyjaśnianiu kolejnych zagadek.

## Obsada
- Jill Hennessy jako dr Jordan Cavanaugh
- Miguel Ferrer jako dr Garrett Macy
- Steve Valentine jako dr Nigel Townsend
- Jerry O’Connell jako detektyw Woody Hoyt (od 2002)
- Ravi Kapoor jako Mahesh „Bug” Vijayaraghavensatyanaryanamurthy
- Kathryn Hahn jako Lily Lebowski
- Susan Gibney jako prokurator Renee Walcott
- Chris Noth jako agent Drew Haley (2001)
- D.W. Moffett jako detektyw Eddy Winslow (2001–2002)
- Amy Aquino jako detektyw Lois Carver (2001–2004)
- Ken Howard jako Max Cavanaugh (2001–2005)
- Ivan Sergei jako dr Peter Winslow (2002–2004)
- Lesley Ann Warren jako Arlene Lebowski (2002–2005)
- Michael T. Weiss jako James Horton (2003–2004)
- Charlie O’Connell jako Calvin 'Cal' Coolige Hoyt (2003–2005)
- Alicia Coppola jako detektyw Meredith 'Merry' Stackhouse (2003–2005)
- Jennifer Finnigan jako dr Devan Maguire (2004)
- Jeremy London jako Louis Jeffries (2004)
- Jeff Fahey jako Bounty Hunter (2004)
- Eugene Byrd jako Sidney (2004–2005)
- Josh Duhamel jako Danny McCoy (2004–2007)
- Sandra Bernhard jako Roz Framus (2005)
- Leslie Bibb jako detektyw Tallulah 'Lu' Simmons (2005–2007)
- Ron Silver jako Shelly Levine (2007)
- Brooke Smith jako dr Kate Switzer (2007)

## Spis odcinków
| N/o            | N/o | Polski tytuł                   | Angielski tytuł                                                     |
| -------------- | --- | ------------------------------ | ------------------------------------------------------------------- |
| SERIA PIERWSZA |     |                                |                                                                     |
| 1              | 1   | Pierwsze zadanie               | Pilot                                                               |
| 2              | 2   | Brzask nowego dnia             | The Dawn Of A New Day                                               |
| 3              | 3   | Więzy serca                    | The Ties That Bind                                                  |
| 4              | 4   | Urodzony do biegania           | Born To Run                                                         |
| 5              | 5   | Nie możesz dziś wrócić do domu | You Can't Go Home Again                                             |
| 6              | 6   | Wyznawcy                       | BeliEvers                                                           |
| 7              | 7   | Ukryte miejsca                 | Sight Unseen                                                        |
| 8              | 8   | Digger (1)                     | Digger (1)                                                          |
| 9              | 9   | Digger (2)                     | Digger (2)                                                          |
| 10             | 10  | Smutne Święta                  | Blue Christmas                                                      |
| 11             | 11  | W złym miejscu o złym czasie   | Wrong Place, Wrong Time                                             |
| 12             | 12  | Więzy krwi                     | Blood Relatives                                                     |
| 13             | 13  | Cuda i dziwy                   | Miracles & Wonders                                                  |
| 14             | 14  | Czterej ojcowie                | Four Fathers                                                        |
| 15             | 15  | Gesty przebaczenia             | Acts Of Mercy                                                       |
| 16             | 16  | Zagubiony i odnaleziony        | Lost And Found                                                      |
| 17             | 17  | Zbrodnia i kara                | Crime & Punishment                                                  |
| 18             | 18  | Z honorem                      | With Honor                                                          |
| 19             | 19  | Powrót Harry’ego               | For Harry, With Love And Squalor                                    |
| 20             | 20  | Dar życia                      | The Gift Of Life                                                    |
| 21             | 21  | Zaufana osoba                  | Someone To Count On                                                 |
| 22             | 22  | Sekrety i kłamstwa (1)         | Secrets & Lies (1)                                                  |
| 23             | 23  | Sekrety i kłamstwa (2)         | Secrets & Lies (2)                                                  |
| SERIA DRUGA    |     |                                |                                                                     |
| 24             | 1   | Nie ma jak w domu              | There’s No Place Like Home                                          |
| 25             | 2   | Zakładnicy                     | Bombs Away                                                          |
| 26             | 3   | Prawda jest blisko             | The Truth Is Out There                                              |
| 27             | 4   | Śmiertelne gry                 | Pay Back                                                            |
| 28             | 5   | Przeznaczenie                  | As If By Fate                                                       |
| 29             | 6   | W gruzach                      | One Twelve                                                          |
| 30             | 7   | Odmiany miłości                | Scared Straigt                                                      |
| 31             | 8   | Nie patrz wstecz               | Don't Look Back                                                     |
| 32             | 9   | Wymiana więźniów               | Prisoner Exchange                                                   |
| 33             | 10  | Brzytwa Ockhama                | Ockham's Razor                                                      |
| 34             | 11  | Sprawy rodzinne                | Family Ties                                                         |
| 35             | 12  | Burza                          | Perfect Storm                                                       |
| 36             | 13  | Dusiciel                       | Strangled                                                           |
| 37             | 14  | Ukryta karta                   | Wild Card                                                           |
| 38             | 15  | John Doe                       | John Doe                                                            |
| 39             | 16  | Spisek                         | Conspiracy                                                          |
| 40             | 17  | Okrutny i niezwykły            | Cruel & Unusual                                                     |
| 41             | 18  | Ogień i lód                    | Fire And Ice                                                        |
| 42             | 19  | Stowarzyszenie umarłych żon    | Dead Wives Club                                                     |
| 43             | 20  | Sunset Division                | Sunset Division                                                     |
| 44             | 21  | Puszka Pandory (1)             | Pandora’s Trunk (1)                                                 |
| 45             | 22  | Puszka Pandory (2)             | Pandora’s Trunk (2)                                                 |
| SERIA TRZECIA  |     |                                |                                                                     |
| 46             | 1   | Diaboliczne morderstwo         | Devil May Care                                                      |
| 47             | 2   | Pewny strzał                   | Slam Dunk                                                           |
| 48             | 3   | Dopóki śmierć nas nie rozłączy | Till Death Do Us Part                                               |
| 49             | 4   | Radioaktywne zwłoki            | Is That Plutonium In Your Pocket, Or Are You Just Happy To See Me ? |
| 50             | 5   | Żywy lub martwy                | Dead Or Alive                                                       |
| 51             | 6   | Druga szansa                   | Second Chances                                                      |
| 52             | 7   | Brakujące części               | Missing Pieces                                                      |
| 53             | 8   | Najprawdopodobniej             | Most Likely                                                         |
| 54             | 9   | Gotowe do druku                | All The News Fit To Print                                           |
| 55             | 10  | Ujawnienie                     | Revealed                                                            |
| 56             | 11  | Osobliwa miłość                | He Said, She Said                                                   |
| 57             | 12  | Śmierć w wodzie                | Dead In The Water                                                   |
| 58             | 13  | Bracie, gdzie jesteś ?         | Oh, Brother, Where Art Thou ?                                       |
| SERIA CZWARTA  |     |                                |                                                                     |
| 59             | 1   | Kompletna ciemność             | After Dark                                                          |
| 60             | 2   | Poza zasięgiem                 | Out Of Sight                                                        |
| 61             | 3   | Intruz                         | Intruded                                                            |
| 62             | 4   | Już po wszystkim               | Deja Past                                                           |
| 63             | 5   | Spóźniona sprawiedliwość       | Justice Delayed                                                     |
| 64             | 6   | Fazy księżyca                  | Blue Moon                                                           |
| 65             | 7   | Nie wszystko zostaje w Vegas   | What Happens In Vegas Dies In Boston                                |
| 66             | 8   | Ogień z nieba                  | Fire From The Sky                                                   |
| 67             | 9   | Niezbędne ryzyko               | Necessary Risks                                                     |
| 68             | 10  | Obcy wśród nas                 | A Stranger Among Us                                                 |
| 69             | 11  | Zabójstwo w kostnicy           | Murder In The Rue Morgue                                            |
| 70             | 12  | Sprawa rodzinna                | Family Affair                                                       |
| 71             | 13  | Człowiek z jedną ręką          | You Really Got Me                                                   |
| 72             | 14  | Anioł śmierci                  | Gray Murders                                                        |
| 73             | 15  | Zdarzyło się pewnej nocy       | It Happened One Night                                               |
| 74             | 16  | Cień przeszłości               | Skin And Bone                                                       |
| 75             | 17  | Nieukarane zbrodnie            | Locard's Exchange                                                   |
| 76             | 18  | Długa noc                      | Sanctuary                                                           |
| 77             | 19  | Cudowna kobieta                | Embraceable You                                                     |
| 78             | 20  | Ślady krwi                     | Forget Me Not                                                       |
| 79             | 21  | Ofiara z przeszłości           | Jump, Push, Fall                                                    |
| SERIA PIĄTA    |     |                                |                                                                     |
| 80             | 1   | Nie ma jak w domu              | There’s No Place Like Home II                                       |
| 81             | 2   | Zagadka Las Vegas              | Luck Be A Lady                                                      |
| 82             | 3   | Zaginieni chłopcy              | Under The Weather                                                   |
| 83             | 4   | Sądny dzień                    | Judgement Day                                                       |
| 84             | 5   | Oświecenie                     | Enlightenment                                                       |
| 85             | 6   | Horror z przeszłości           | Total Recall                                                        |
| 86             | 7   | Seryjny morderca               | Road Kill                                                           |
| 87             | 8   | Woody pod obserwacją           | A Man In Blue                                                       |
| 88             | 9   | Pod znakiem zemsty             | Death Goes On                                                       |
| 89             | 10  | Scena zbrodni                  | Loves Me Not                                                        |
| 90             | 11  | Kwestia wiarygodności          | The Elephant In The Room                                            |
| 91             | 12  | Kodeks etyczny                 | Code Of Ethics                                                      |
| 92             | 13  | Kraina snów                    | Dreamland                                                           |
| 93             | 14  | Ukryte emocje                  | Death Toll                                                          |
| 94             | 15  | Winowajca                      | Blame Game                                                          |
| 95             | 16  | Ktoś kto się mną zajmie        | Someone To Watch Over Me                                            |
| 96             | 17  | Ocal mnie                      | Save Me                                                             |
| 97             | 18  | Cienki lód                     | Thin Ice                                                            |
| 98             | 19  | Tajemnicze ścieżki             | Mysterious Ways                                                     |
| 99             | 20  | Kyle czy Jonah ?               | Mace Vs. Scalpel                                                    |
| 100            | 21  | Nie zostawiaj mnie tak         | Don't Leave Me This Way                                             |
| SERIA SZÓSTA   |     |                                |                                                                     |
| 101            | 1   | Kara                           | Retribution                                                         |
| 102            | 2   | Zdruzgotanie                   | Shattered                                                           |
| 103            | 3   | 33 kule                        | 33 Bullets                                                          |
| 104            | 4   | Zjawisko nazywane miłością     | Crazy Little Thing Called Love                                      |
| 105            | 5   | Bez żalu                       | Mr. Little And Mr. Big                                              |
| 106            | 6   | Noc żywych trupów              | Night Of The Living Dead                                            |
| 107            | 7   | Mordercza duma                 | Hubris                                                              |
| 108            | 8   | Izolacja                       | Isolation                                                           |
| 109            | 9   | 7 stóp pod ziemią              | Seven Feet Under                                                    |
| 110            | 10  | Utrata pamięci                 | Fall From Grace                                                     |
| 111            | 11  | Wiara                          | Faith                                                               |
| 112            | 12  | Śpiąca królewna                | Sleeping Beauty                                                     |
| 113            | 13  | Po fakcie                      | Post Hoc                                                            |
| 114            | 14  | W zdrowiu i chorobie           | In Sickness & In Health                                             |
| 115            | 15  | Ponowna śmierć                 | Dead Again                                                          |
| 116            | 16  | Żywy lub martwy                | D.O.A.                                                              |
| 117            | 17  | Rozbicie                       | Crash                                                               |